# Robert ter Harmsel
Dyprax, de son vrai nom Robert ter Harmsel (né le 15 novembre 1982, est un producteur de musique et disc jockey néerlandais de mainstream hardcore, et parfois de darkcore et d'industrial hardcore.

## Biographie
Robert ter Harmsel est né le 15 novembre 1982 aux Pays-Bas. Il tire son pseudonyme, Dyprax, du nom d'un médicament fictif, le Dypraxa, apparaissant dans le film de 2005 The Constant Gardener, médicament pouvant tout aussi bien soigner que tuer celui qui en fait usage ; ce choix reflète selon Robert ter Harmsel sa musique qui, sans jamais tuer personne, mais « cette extrémité correspond bien à [sa] musique ». Dyprax commence sa carrière professionnelle en 2010, lorsqu'il envoie ses maquettes au label Masters of Hardcore. Celles-ci sont très bien reçues, et Dyprax obtient la commercialisation de son premier EP la même année, intitulé Fuck Your Pride. Il est rapidement reconnu par le milieu qui intègre ses compositions dans les sets des événements de musique électronique. En 2011, il collabore avec Angerfist sur son album Retaliate, où il remixe Bite Yo Style et cosigne The Before et The Pearly Gate.
En 2010, il tourne en Écosse, en Suisse et en Belgique. Masters of Hardcore lui confie dès 2011 la composition de l'hymne de l'événement Statement of Disorder. Il participe aux événements hardcores, notamment en 2011 Dominator, Masters of Hardcore et Hardcore 4 Life, et en 2012 Project Hardcore, dont il co-mixe l'album #PH12 avec Partyraiser ; l'album est plutôt bien accueilli par les gabbers et reçoit une note de 85/100 sur le site communautaire Partyflock. En octobre 2014, il joue lors de l'Amsterdam Dance Event. 
En 2016, il collabore avec Crypsis. Le 25 mars 2017, il participe à l'édition The Skull Dynasty du festival Masters of Hardcore, ainsi qu'au Easter Rave, au Emporium Festival et à Defqon.1.

## Discographie

### EP
- 2010 : Fuck Your Pride (Masters of Hardcore)
- 2013 : Exorcism (Masters of Hardcore)
- 2013 : The Future (Masters of Hardcore)
- 2014 : Synchronized (Masters of Hardcore) (avec Bodyshock)

### Compilations
- 2011 : Masters of Hardcore - Disorder In Italy (Traxtorm Records) (CD2 mixé par Unexist)
- 2012 : #PH12 (By Yourself Music) (CD2 mixé par Partyraiser)